# Bödexen

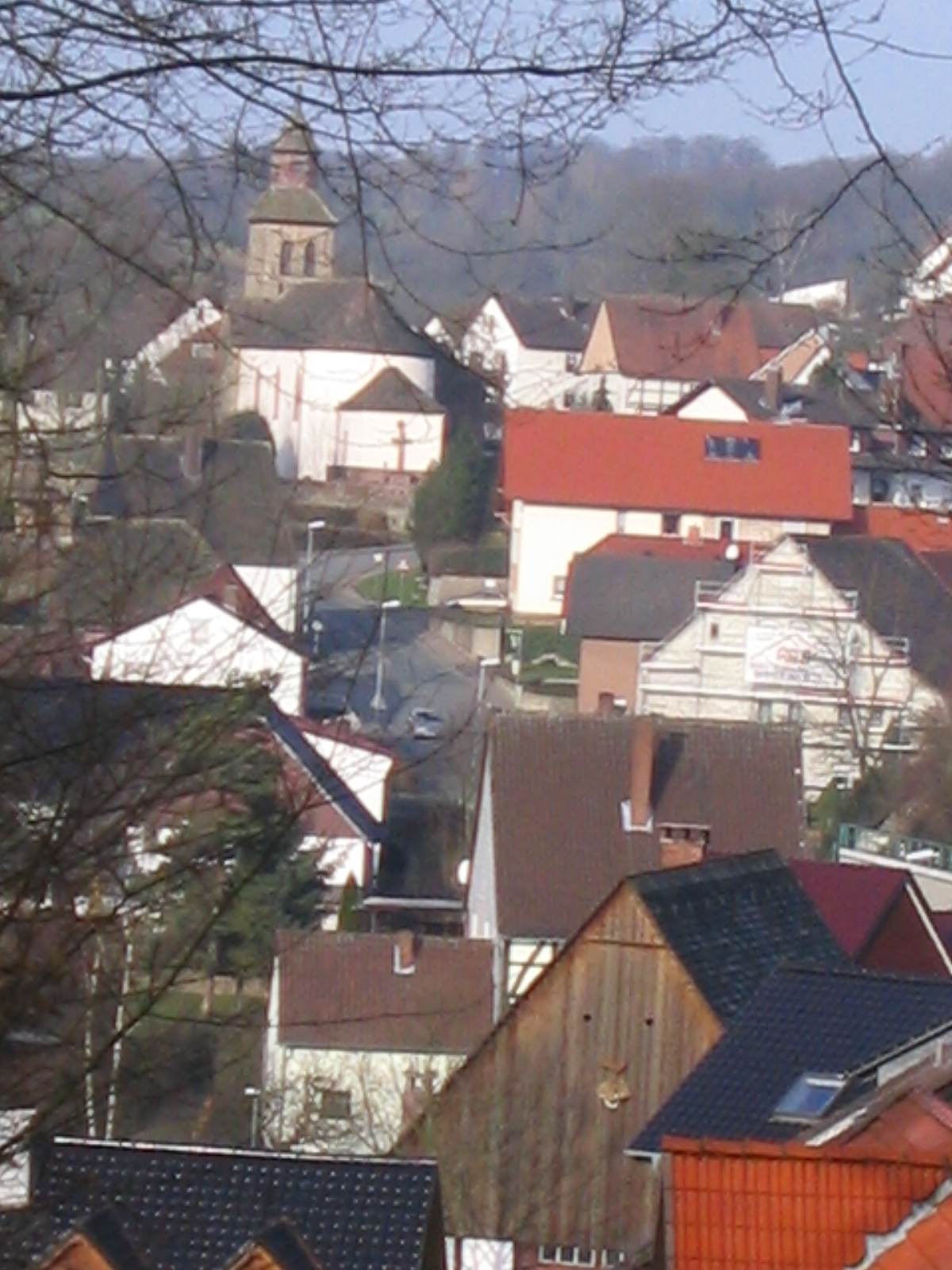
Bödexen im Frühling

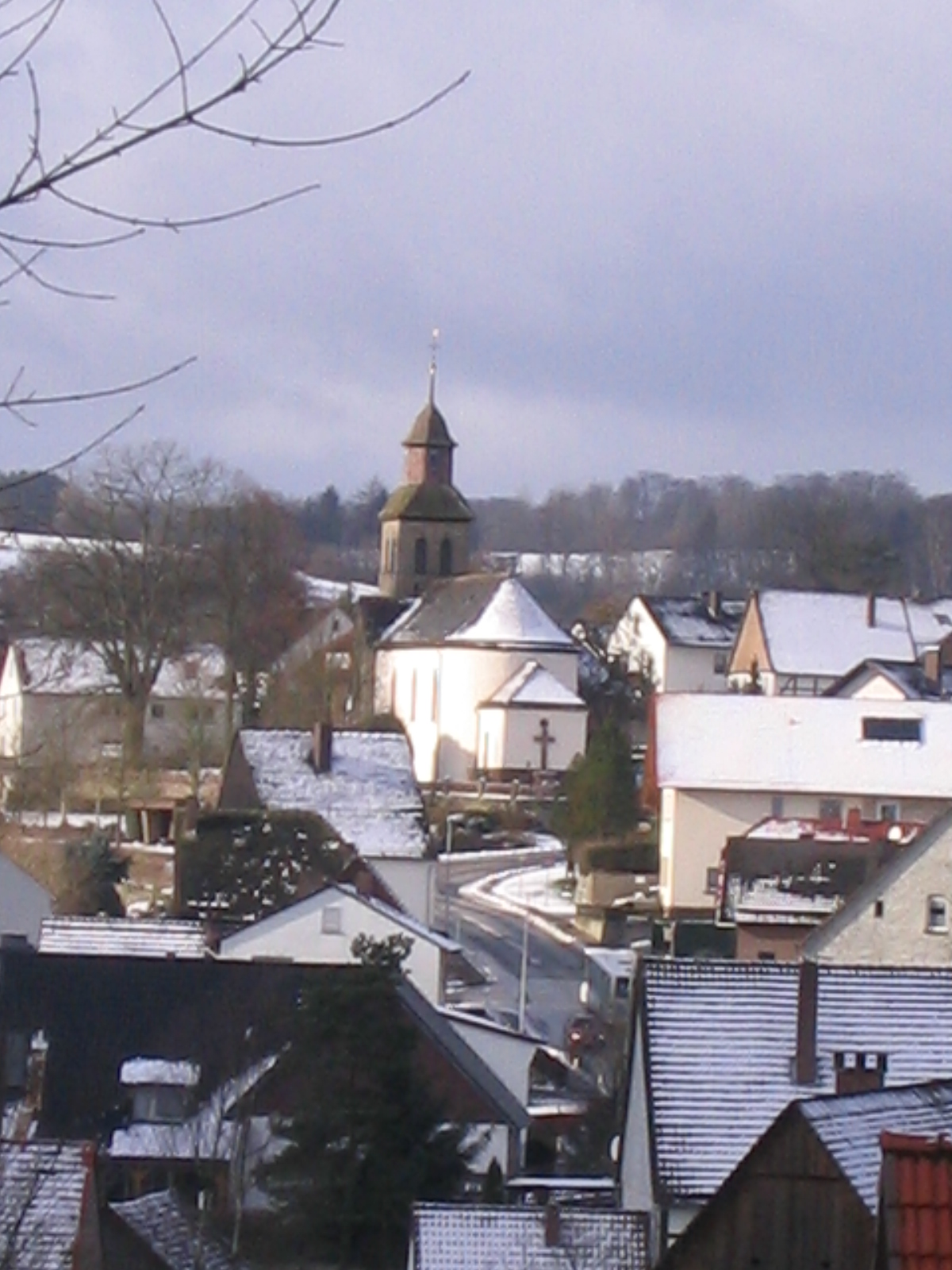
Bödexen im Winter

Bödexen ist der drittkleinste Stadtteil der Mittelstadt Höxter und liegt am Fuß des Köterbergs, im Osten Nordrhein-Westfalens. Der Ort, der von dem Mühlenbach durchflossen wird, der am Ende des Dorfes in die Saumer mündet, befindet sich 203 m ü. NN über dem Meeresspiegel.

## Geschichte
Ein aus einem Hügelgrab auf dem Herbstberg stammendes Steinbeil lässt vermuten, dass der Wohnort Bödexen bereits seit der Steinzeit existiert. Urkundlich wird Bödexen erstmals in den Corveyer Traditionen erwähnt. Dort heißt es unter der Nr. 117: Marcbodo und Giki sowie der Sohn Hunwardi an Stelle des Vaters übertrugen/schenkten vier Höfe, zwei in Bodikeshus(un) und zwei anderweitig gelegen für das Seelenheil des Hoger und das seines Vaters Marcward und der Mutter Ricsuit. Zeugen: Beuo, Aldmer, Anulo, Wulfger, Pumi und zwanzig andere. Die Schenkung erfolgte offenbar vor dem Jahr 836, da der Zusatz ad reliquias sanctorum martirum Stephani atque Viti... (bei den Gebeinen der Heiligen Stephanus und Vitus...) fehlt. Diesen Heiligen wurde die Abteikirche in Corvey um 840 geweiht.
Der Ortsname Bödexen ist sächsischen Ursprungs. Im 9. Jahrhundert lautete der Name noch Bodikeshusun (Haus/Hof des Bodo). Nach zwei Jahrhunderten wurde daraus Bodikessen, dessen Zehnten der Bischof von Paderborn dem Kloster Corvey schenkte. Im Jahre 1700 wurde aus Bodikessen anlässlich einer Volks- und Gebäudezählung Böxen. Daraus entstand im Laufe der Zeit der heutige Name Bödexen.
Bödexen gehörte bis 1803 zum Stift Corvey und anschließend bis 1807 zum Fürstentum Corvey. Von 1807 bis 1813 bildete Bödexen eine Gemeinde im Kanton Albaxen des Departements der Fulda im Königreich Westphalen und fiel dann an Preußen. 1816 kam die Gemeinde zum neuen Kreis Höxter, in dem sie zum Amt Höxter-Albaxen gehörte, aus dem im 20. Jahrhundert das Amt Höxter-Land wurde. Am 1. Januar 1970 wurde Bödexen durch das Gesetz zur Neugliederung des Kreises Höxter in die Kreisstadt Höxter eingegliedert.

### Einwohnerentwicklung
| Jahr       | Einwohner | Quelle |
| ---------- | --------- | ------ |
| 1821       | 488       | [ 5 ]  |
| 1843       | 788       | [ 6 ]  |
| 1864       | 768       | [ 7 ]  |
| 1871       | 614       | [ 8 ]  |
| 1885       | 660       | [ 9 ]  |
| 1895       | 685       | [ 10 ] |
| 01.12.1910 | 620       | [ 11 ] |
| 1925       | 646       | [ 12 ] |
| 1933       | 691       | [ 12 ] |
| 1939       | 646       | [ 12 ] |
| 1946       | 861       | [ 13 ] |
| 06.06.1961 | 722       | [ 14 ] |
| 31.12.1967 | 778       |        |
| 31.12.1969 | 813       | [ 15 ] |
| 23.06.1998 | 990       | [ 16 ] |
| 31.12.2003 | 1007      | [ 16 ] |
| 31.12.2005 | 981       | [ 16 ] |
| 31.12.2006 | 967       | [ 16 ] |
| 31.12.2007 | 963       | [ 16 ] |
| 30.06.2011 | 905       | [ 16 ] |
| 31.12.2013 | 897       | [ 17 ] |
| 31.12.2015 | 851       |        |
| 31.12.2016 | 841       | [ 18 ] |
| 31.12.2017 | 820       | [ 19 ] |
| 31.12.2018 | 813       | [ 19 ] |
| 31.12.2020 | 778       | [ 1 ]  |

## Kultur

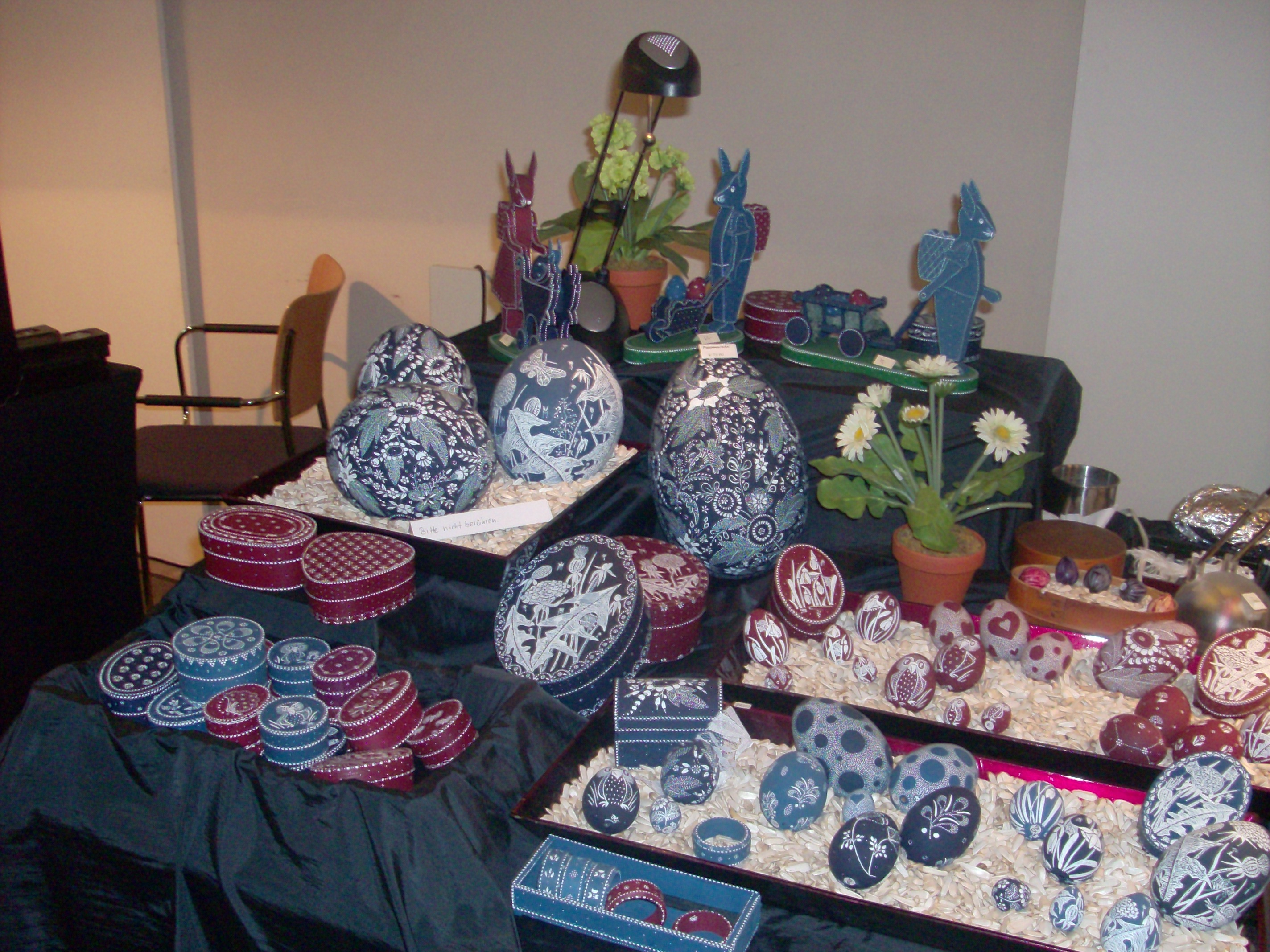
Ostereiermarkt

Seit 1989 wurde in der 300 Jahre alten St.-Anna-Kirche alljährlich am letzten Wochenende vor Ostern ein Ostereiermarkt veranstaltet. Er war der nördlichste Ostereiermarkt Deutschlands zu der Zeit, zuvor hatte diesen Titel der Ostereiermarkt in Witzenhausen bei Kassel. Im Jahre 1990 kam eine Gruppe sorbischer Ostereiermacher. Neben den Ostereiern wurde auch Kaffee und hausgemachter Kuchen auf der Orgelbühne angeboten. Im Jahr 2016 hat sich der Förderverein dazu entschlossen, den Ostereiermarkt zukünftig nicht mehr durchzuführen.

## Persönlichkeiten
- Hans Werdehausen (1910–1977), deutscher Maler
- Andreas Modl (1961–2025), deutscher Karateka, Trainer und Sportfunktionär